# OR2AE1
Olfaktorni receptor 2AE1 je protein koji je kod ljudi kodiran OR2AE1 genom.
Olfaktorni receptori formiraju interakcije sa molekulima mirisa u nosu, čime se inicira neuronski respons koji izaziva percepciju mirisa. Oni su odgovorni za prepoznavanje i G proteinima posredovanu transdukciju mirisnih signala. Proteini olfaktornih receptora su članovi velike familije G protein spregnutih receptora (GPCR). Poput mnogih receptora za neurotransmitere i hormone, olfaktorni receptori imaju strukturu 7-transmembranskog domena. Oni su kodirani genima sa jednim eksonom. Geni olfaktornih receptora su najveća familija genoma. Nomenklatura gena i proteina olfaktornih receptora je nezavisna od drugih organizama.

## Literatura
- „Toward a complete human genome sequence.”. Genome Res. 8 (11): 1097—108. 1999. PMID 9847074. doi:10.1101/gr.8.11.1097.
- Thompson EE; Kuttab-Boulos H; Yang L;  . (2006). „Sequence diversity and haplotype structure at the human CYP3A cluster.”. Pharmacogenomics J. 6 (2): 105—14. PMID 16314882. doi:10.1038/sj.tpj.6500347.

## Spoljašnje veze
- OR2AE1+protein,+human на 